# 山本里佳
山本 里佳（やまもと りか、1965年3月8日 - ）は、日本の元新体操選手。国士舘大学体育学部教授（2024年 - ）、国士舘大学新体操部（女子）の監督。

## 来歴
北星学園女子高等学校から東京女子体育大学に進む。大学時代には団体で世界新体操選手権6位。卒業後、ジャスコ新体操クラブに所属した。
引退後、ブルガリアナショナルチームのコーチを務める。ブルガリアにはコーチの修行として渡航し、指導方法に加えてコミュニケーションの取り方を学んだと述べている。
帰国後に日本代表チームコーチを経て、2012年に国士舘大学の監督に就任。新体操で強豪校ではない国士舘大学を選んだのは「やるんだったら、まっさらな方がいいかな、と思ったんです」という理由だったという。選手の意見を聞きながら練習方法などを変えていく手法で、2013年から2015年まで全日本新体操選手権大会で準優勝を達成した。2021年度には同大学体操部が大学スポーツ協会（UNIVAS）の大会・プロモーションに関する優秀取組賞（最優秀賞）を受賞。また、「日本の新体操一流選手におけるパンシェローテーション動作のバイオメカニクス的研究」で東京体育学会の東京体育学奨励賞を共同受賞。